# Uzdowo
Uzdowo [uzˈdɔvɔ] (deutsch Usdau) ist eine Ortschaft der Gmina Działdowo (Landgemeinde Soldau) im Powiat Działdowski (Kreis Soldau) in der polnischen Woiwodschaft Ermland-Masuren.

## Geographische Lage
Die Ortschaft liegt im ehemaligen Ostpreußen, 13 Kilometer nordwestlich der heutigen Kreisstadt Działdowo (deutsch Soldau) und 21 Kilometer westlich der einstigen Kreismetropole Neidenburg (polnisch Nidzica).

## Geschichte

### Ortsgeschichte
Usdau wurde nach 1321 gegründet. 1785 wurde es als adliges Dorf mit einer Mutterkirche und 38 Feuerstellen (Haushaltungen) bezeichnet, das zum Domänenamtsbezirk Gilgenburg gehört.
Am 28. Mai 1874 wurde Usdau Amtsdorf und namensgebend für einen Amtsbezirk, der bis 1920 bestand und zum Kreis Neidenburg im Regierungsbezirk Königsberg (ab 1905: Regierungsbezirk Allenstein) in der preußischen Provinz Ostpreußen gehörte.
Am 22. Juni 1874 erteilt Kaiser Wilhelm I. der Kreisverwaltung des Landkreises Neidenburg die notwendigen Genehmigungen für den chausseemäßigen Ausbau der Straße von Neidenburg über Lissaken und Usdau zum künftigen Bahnhof in Koschlau an der Eisenbahnstrecke Marienburg–Mielau.
Usdau hatte einen Bahnhof an der Bahnstrecke Bergfriede–Groß Tauersee (polnisch: Samborowo–Turza Wielka), die am 1. Oktober 1910 eröffnet wurde. Zwischen Samborowo (Bergfriede) und Uzdowo wurde die Strecke nach dem Zweiten Weltkrieg 1945 abgebaut. Auf dem Reststück nach Turza Wielka (Groß Tauersee) wurde am 27. Mai 1962 der Personenverkehr eingestellt. 1993 wurde auch der Güterverkehr eingestellt und die Strecke abgebaut.

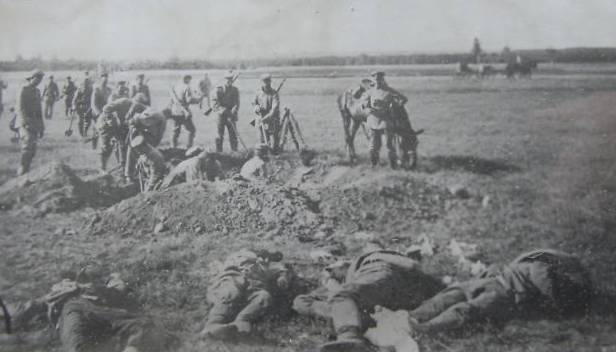
Bergung im Gefecht von Usdau gefallener russischer Soldaten in Usdau – August 1914

Der Ort wurde im Verlauf der Schlacht bei Tannenberg beim Gefecht von Usdau am 27. August 1914 fast vollständig zerstört. Noch im Ersten Weltkrieg begann der Wiederaufbau.
Nach Ende des Ersten Weltkriegs wurde Usdau – im Soldauer Gebiet gelegen – entsprechend den Bestimmungen des Versailler Vertrags am 10. Januar 1920 ohne Volksabstimmung an Polen abgetreten. Usdau – jetzt „Uzdowo“ genannt – wurde 1920 Sitz einer Zollwache (polnisch: Komisariat Straży Celnej) und erhielt 1921 ein Zollbataillon (polnisch: Batalion Celny).
Am 1. August 1934 wurde Uzdowo in die neugebildete Landgemeinde Filice eingegliedert, die ihrerseits am 26. Oktober 1939 in das Deutsche Reich umgegliedert, in „Fylitz“ umbenannt und am 1. April 1940 in den Amtsbezirk Tauersee umgewandelt wurde.

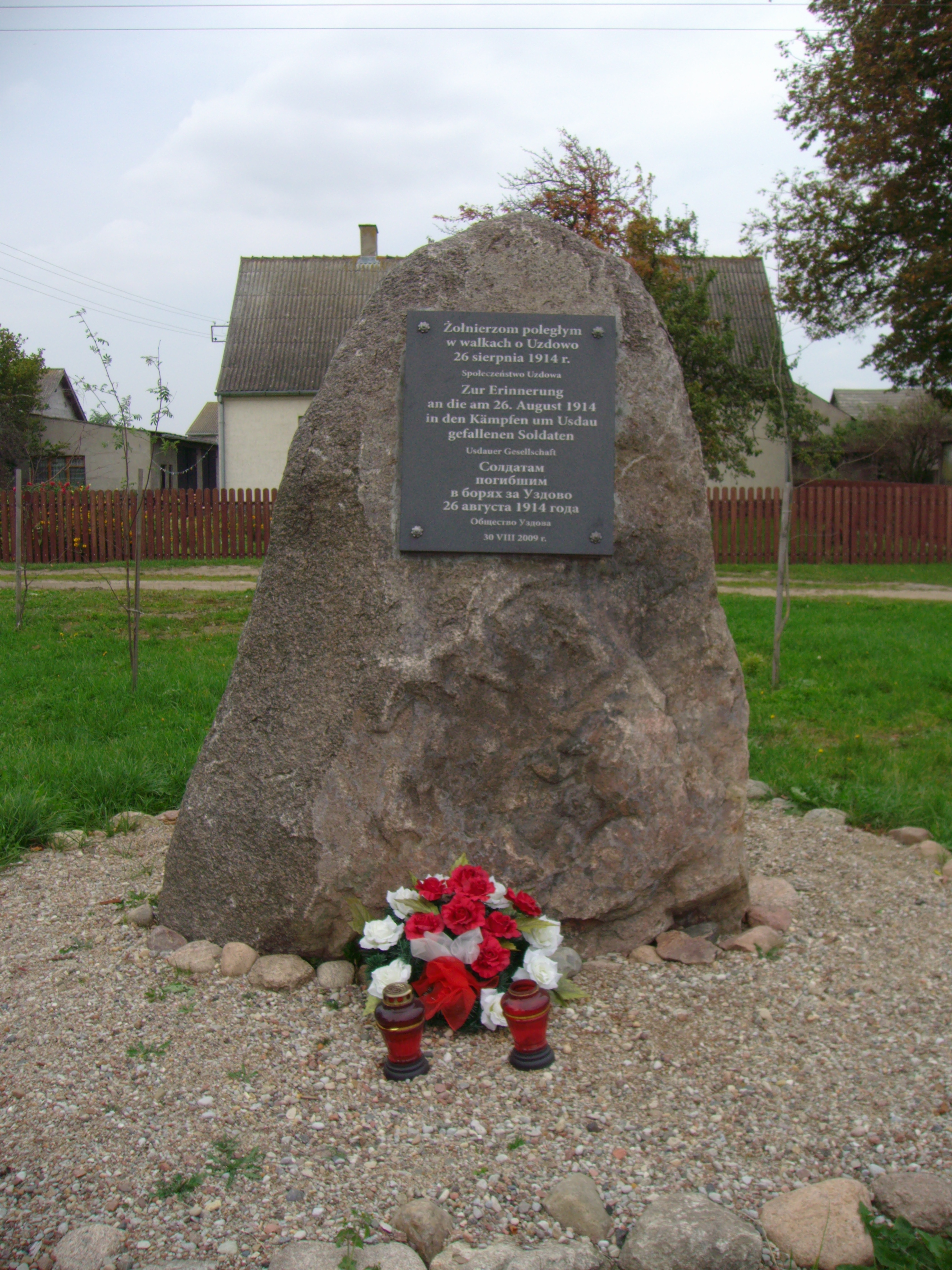
Gedenkstein zur Erinnerung an die bei Usdau 1914 gefallenen Soldaten

Als Folge des Überfalls auf Polen und der anschließenden Annexion wurde Usdau zunächst dem neu geschaffenen Landkreis Soldau zugeordnet. Ab dem 24. April 1940 gehörte Usdau wieder zum Kreis Neidenburg im Regierungsbezirk Allenstein der Provinz Ostpreußen des Deutschen Reichs.
Gegen Ende des Zweiten Weltkriegs wurde Usdau im Januar 1945 von der Roten Armee besetzt. Im Sommer 1945 wurde Usdau von der sowjetischen Besatzungsmacht zusammen mit der südlichen Hälfte Ostpreußens unter polnische Verwaltung gestellt. Soweit deutsche Dorfbewohner nicht geflohen waren, wurden sie in der Folgezeit vertrieben. Usdau erhielt wieder die polnische Namensform „Uzdowo“ und war von 1973 bis 1976 Sitz der „Gmina Uzdowo“. Heute ist das Dorf mit dem Sitz eines Schulzenamts (polnisch Sołectwo) eine Ortschaft im Verbund der Gmina Działdowo (Landgemeinde Soldau) im Powiat Działdowski (Kreis Soldau), bis 1998 der Woiwodschaft Ciechanów, seither der Woiwodschaft Ermland-Masuren zugehörig. Im Jahre 2011 zählte Uzdowo 784 Einwohner.

### Bevölkerungsentwicklung
| Jahr | Einwohner | Anmerkungen                                            |
| ---- | --------- | ------------------------------------------------------ |
| 1816 | 277       | [ 9 ]                                                  |
| 1852 | 518       | [ 10 ]                                                 |
| 1858 | 480       | davon 469 Evangelische, neun Katholiken und zwei Juden |
| 1905 | 645       | [ 12 ]                                                 |
| 1910 | 675       | [ 12 ]                                                 |
| 1931 | 886       | [ 13 ]                                                 |
| 2007 | 1.000     | [ 12 ]                                                 |
| 2011 | 784       | [ 1 ]                                                  |

### Amtsbezirk Usdau (1874–1920)
Zum Amtsbezirk Usdau im ostpreußischen Kreis Neidenburg gehörten zwischen 1874 und 1920 vier Dörfer:
| Deutscher Name | Polnischer Name |
| -------------- | --------------- |
| Krämersdorf    | Kramarzweo      |
| Meischlitz     | Myślęta         |
| Schönkau       | Sękowo          |
| Usdau          | Uzdowo          |

Am 10. Januar 1920 wurde das Gebiet des Amtsbezirks an Polen abgetreten, und die Gemeinden größtenteils in die neugebildete Landgemeinde Filice eingegliedert. Sie trug ab 26. Oktober 1939 die deutsche Namensform „Fylitz“und wurde am 1. April 1940 in den „Amtsbezirk Tauersee“ (polnisch Turza Wielka) im Kreis Neidenburg umgewandelt.

## Kirche

### Kirchengebäude

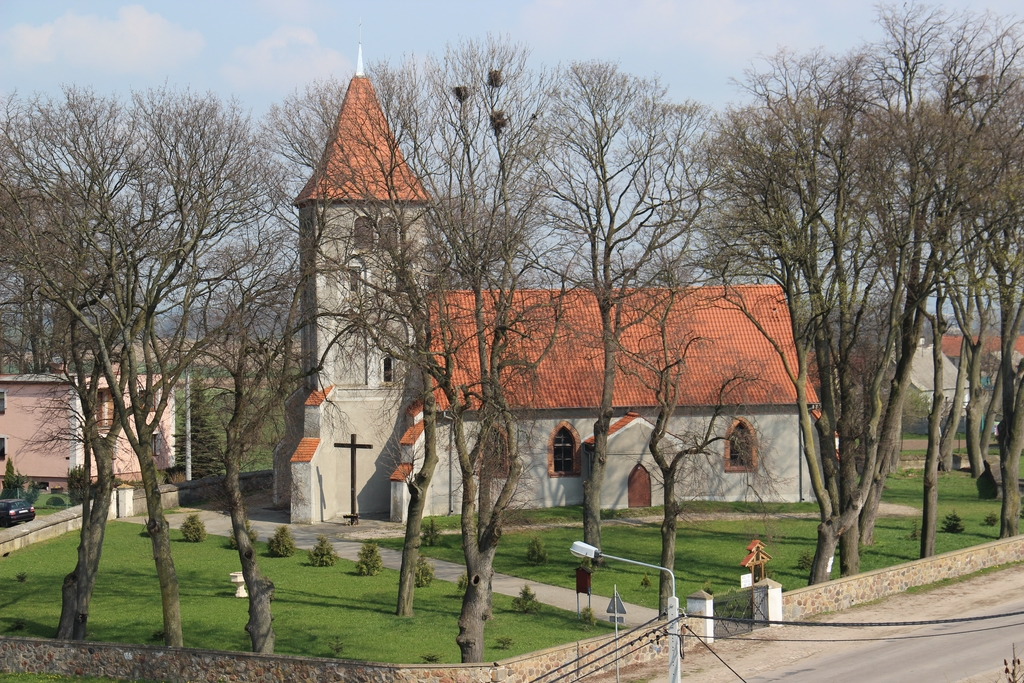
Die Kirche in Uzdowo

Die Kirche in Uzdowo stammt wohl aus dem 15. Jahrhundert. Es handelt sich um einen rechteckigen verputzten Feldstein- und Ziegelbau mit vorgelegtem Backsteinturm auf Feldsteinfundament. Nach den erheblichen Beschädigungen 1914 wurde das Gebäude gründlich renoviert und verputzt.
Der Innenraum wird von einem hölzernen Tonnengewölbe überdeckt. Der Altar und die Kanzel von 1740 sind zu einem Kanzelaltar vereint. 1875 erhielt die Kirche eine Orgel. Das Geläut besteht aus zwei Glocken, von denen eine 1707 in Danzig gegossen sein soll.

### Kirchengemeinde
Eine Kirche existierte in Usdau bereits in vorreformatorischer Zeit. Sie war bis 1945 evangelischer Konfession.

#### Evangelisch

##### Kirchengeschichte
Bereits in der ersten Hälfte des 16. Jahrhunderts hielt die Reformation Einzug in Usdau. Lutherische Geistliche übernahmen hier ihren Dienst. Gehörte die Kirche anfangs zur Inspektion Saalfeld (polnisch Zalewo), so war sie bereits 1789 der Inspektion Neidenburg (polnisch Nidzica) zugeordnet. 1826 bis 1832 von Skottau (Szkotowo) aus betreut waren 1854 und später noch öfter Groß Gardienen (Gardyny) und Sczuplienen (Szczupliny) mit Usdau verbunden. Sczuplienen war sogar ein eigener Kirchort innerhalb des Kirchspiels Usdau.
Ab 1910 gehörte Usdau mit Sczuplienen zum neu errichteten Kirchenkreis Soldau, der von 1920 bis 1939 als „Diözese Działdowo“ dem Konsistorium in Posen seitens der Unierten Evangelischen Kirche in Polen zugeordnet und danach bis 1945 dem Kirchenkreis Neidenburg in der Kirchenprovinz Ostpreußen der Kirche der Altpreußischen Union zugehörig war.
Flucht und Vertreibung besiegelten nach 1945 das Ende der evangelischen Kirche in Uzdowo. Heute hier lebende evangelische Einwohner orientieren sich zur Erlöserkirche in Działdowo (Soldau) in der Diözese Masuren der Evangelisch-Augsburgischen Kirche in Polen.

##### Kirchspielorte
Bis 1945 gehörten zum Kirchspiel Usdau-Sczuplienen:
| Deutscher Name | Polnischer Name |  | Deutscher Name | Polnischer Name |  | Deutscher Name | Polnischer Name |
| -------------- | --------------- |  | -------------- | --------------- |  | -------------- | --------------- |
| Groß Tauersee  | Turza Wielka    |  | Neudorf        | Nowa Wieś       |  | Sczuplienen    | Szczupliny      |
| Krämersdorf    | Kramarzewo      |  | Preußen        | Prusy           |  | Usdau          | Uzdowo          |
| Meischlitz     | Myślęta         |  | Schönkau       | Sękowo          |  | Wansen         | Wądzyn          |

##### Pfarrer

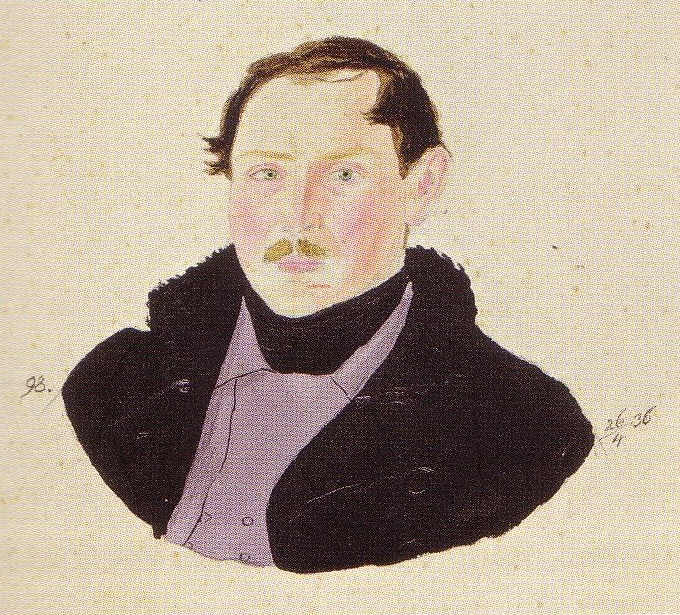
Bernhard Gutowski 1848 bis 1882 Pfarrer in Usdau

An der Kirche Usdau amtierten als evangelische Geistliche die Pfarrer:
- Stanislaus NN., ab 1531
- NN., bis 1591
- Andreas Alexius, ab 1593
- Georg Josephus, bis 1597
- Stephan Petrasius, 1597–1603
- Andreas Wreda, 1657
- Michael Neumann, 1685–1717
- Simon Gleiningen, 1717–1721
- Martin Zastrau, 1722–1732
- Jacob Mrozek, 1732–1764
- Paul Reuß, ab 1765
- Jacob Pulewka, 1774–1818
- Friedrich E.T. Frenzel, 1820–1821
- August Leopold Grall, 1823–1826
- Ernst August von Gizycki, 1832–1847
- Adolf Bernhard Gutowski, 1848–1882
- Johann Heinrich Schulz, 1882–1890
- Gustav Franz Grenda, 1890–1900
- Max Myska, 1901–1902
- Albert Skowronski, 1902–1917
- Theodor Fischer, 1942–1945

#### Römisch-katholisch
Die römisch-katholischen Einwohner von Usdau waren 1885 in die Pfarrei Groß Lensk (polnisch Wielki Łęck) und 1905 nach Groß Przellenk (polnisch Przełęk) eingepfarrt.
Heute ist Uzdowo ein römisch-katholischer Kirchort. Die früher evangelische Dorfkirche ist jetzt katholisches Gotteshaus und dem Erzengel Michael gewidmet. Sie wird als Filialkirche von Turza Wielka (Groß Tauersee) mitversorgt. Die Pfarrei gehört zum Dekanat Działdowo in der Region Brodnica im Bistum Toruń.

## Verkehr

### Straße
Uzdowo liegt an der Kreuzung zweier bedeutender Woiwodschaftsstraßen: der Woiwodschaftsstraße 538, die von Westen nach Osten aus der Woiwodschaft Kujawien-Pommern herkommend bis nach Nidzica verläuft, wo sie auf die Schnellstraße 7 (auch: Europastraße 7) von Warschau nach Danzig trifft, außerdem die in Nord-Süd-Richtung verlaufende Woiwodschaftsstraße 542, die von Rychnowo (Reichenau) über Frygowo (Frögenau) und Dąbrówno (Gilgenburg) bis nach Działdowo (Soldau) führt. Zahlreiche Nebenstraßen verbinden Uzdowo außerdem mit dem Umland.

### Schiene
Uzdowo verfügte bis 1962 über einen eigenen Bahnanschluss an der Bahnstrecke Bergfriede–Groß Tauersee (polnisch Samborowo–Turza Wielka). Sie wurde 1993 geschlossen. Die nächste Bahnstation befindet sich heute in Turza Wielka an der Bahnstrecke Warschau–Danzig.

## Persönlichkeiten
- Manfred Oskar Lorek (* 20. Juli 1940 in Usdau), polnischer Professor an der Akademie für Landwirtschaft und Technologie in Olsztyn (Allenstein) († 2008)